# Hannah Van Buren
Hannah Hoes Van Buren (ur. 8 marca 1783 w hrabstwie Columbia, zm. 5 lutego 1819 w Albany) – żona ósmego prezydenta Stanów Zjednoczonych Martina Van Burena.

## Życiorys
Hannah Hoes urodziła się 8 marca 1783 roku w Kinderhook, jako córka Holendra, Johannesa Hoesa i jego żony Marii Quackenboss. Miała trzech braci i jedną siostrę; cała rodzina należała do Zreformowanego Kościoła Holenderskiego. Swojego przyszłego męża, Martina Van Burena, Hannah poznała w wieku dziecięcym, gdyż mieszkał on w tej samej wiosce, będąc ponadto jej rówieśnikiem. Po pięcioletniej praktyce prawniczej Van Buren powrócił do rodzinnej wioski w 1803 roku, a trzy lata później poślubił Hannah.
Mieszkając w Kinderhook urodził się pierwszy syn Van Burenów – Abraham. Rok po ślubie, oboje zamieszkali w Hudson. Tam urodziło się troje następnych dzieci. Ponieważ w mieście nie było świątyni Kościoła holenderskiego, Hannah przystąpiła do prezbiterian. Gdy jej mąż został prokuratorem stanowym, oboje przenieśli się do Albany. Po urodzeniu czwartego syna w 1817, Hannah zaczęła chorować. Wkrótce potem zapadła na gruźlicę i zmarła 5 lutego 1819 roku.

## Życie prywatne
Hannah Hoes poślubiła Martina Van Burena 21 lutego 1807 roku w Catshill. 27 listopada tego samego roku urodził się ich pierwszy syn, Abraham. W 1810 roku przyszedł na świat syn John, a dwa lata później, syn Martin. W 1813 urodziło się czwarte dziecko, które zmarło zaraz po urodzeniu. 16 stycznia 1817 roku Hannah urodziła ostatniego syna, Thompsona.